# Цар Калоян (община)
Вижте пояснителната страница за други значения на Цар Калоян.
Община Езерче е разположена в Североизточна България и е една от съставните общини на област Разград.

## География

### Географско положение, граници, големина
Общината заема крайната западна част на област Разград. С площта си от 168,282 km2 е най-малката сред 7-те общини на областта, което съставлява 6,92% от територията на областта. Границите ѝ са следните:
- на изток – община Разград;
- на юг – община Попово и община Опака, област Търговище;
- на запад – община Иваново, област Русе;
- на север – община Ветово, област Русе.

### Природни ресурси

#### Релеф
Община Цар Калоян се намира в западната част на Източната Дунавска равнина. Релефът на общината е предимно хълмист, с надморска височина между 200 и 350 m. Цялата община (с изключение на част от землището на село Костанденец) се простира в северната част на Разградските височини, в междуречието на реките Бели Лом на север и левият ѝ приток Малки Лом на юг. Като цяло теренът се повишава от северозапад на югоизток и поради тази причина най-високата точка на общината се намира в крайната ѝ югоизточна точка, южно от село Езерче, на границата с община Попово – 409,6 m н.в. Респективно най-ниската ѝ точка от 116 m н.в. се намира в най-северната ѝ част, на границата с община Ветово, в каньоновидната долина на река Бели Лом.

#### Води
На север, по границата с община Ветово, в дълбока каньоновидна долина, със стръмни, на места отвесни скални склонове протича част от долното течение на река Бели Лом (дясна съставяща на река Русенски Лом, десен приток на Дунав). От северното подножие на най-високата точка на общината, от извор-чешма води началото си река Долапдере (23 km). Тя тече на север през село Езерче, а след това на северозапад и през град Цар Калоян в сравнително широка и плитка долина. След града долината ѝ дълбоко се всича в Разградските височини и с множество меандри се влива отляво в река Бели Лом на около 6 km северозападно от град Цар Калоян.
В югозападната част на общината, през землището на село Костанденец, също в дълбока долина със стръмни склонове, на протежение от около 8 km протича част от долното течение на река Малки Лом (ляв приток на Бели Лом).

### Населени места
Общината се състои от 3 населени места. Списък на населените места, подредени по азбучен ред, население и площ на землищата им:
| Населено място | Пребр. на населението през 2021 г. | Площ на землището (в км2) | Забележка (старо име) | Населено място | Пребр. на населението през 2021 г. | Площ на землището (в км2) | Забележка (старо име)           |
| Езерче         | 1510                               | 25,903                    |                       | Цар Калоян     | 2828                               | 103,000                   | Торлак, Хлебарово               |
| Костанденец    | 231                                | 39,379                    |                       | ОБЩО           | 4569                               | 168,282                   | няма населени места без землища |

## Административно-териториални промени
- МЗ № 2820/обн. 14.08.1934 г. – преименува с. Торлак на с. Цар Калоян;
- Указ № 334/обн. 13.07.1951 г. – преименува с. Цар Калоян на с. Хлебарово;
- Указ № 3190/обн. 20.10.1981 г. – признава с. Хлебарово за гр. Хлебарово;
- Указ № 3005/обн. 09.10.1987 г. – отделя селата Сваленик и Церовец заедно с техните землища от бившата община Щръклево, област Русе и ги присъединява към община Хлебарово, област Разград;
- Указ № 88/обн. 12.03.1991 г. – възстановява старото име гр. Хлебарово на гр. Цар Калоян;

– Преименува Община Хлебарово на община Цар Калоян;
- Указ № 423/обн. 26.09.2003 г. – отделя селата Сваленик и Церовец заедно с техните землища от община Цар Калоян, област Разград и ги присъединява към община Иваново, област Русе;

## Население

### Етнически състав
Преброяване на населението през 2011 г.
Численост и дял на етническите групи според преброяването на населението през 2011 г., по населени места (подредени по численост на населението):
| Населено място | Численост | Численост | Численост | Численост | Численост | Численост           | Численост     | Населено място | Дял (в %) | Дял (в %) | Дял (в %) | Дял (в %) | Дял (в %)           | Дял (в %)     |
| Населено място | Общо      | Българи   | Турци     | Цигани    | Други     | Не се самоопределят | Не отговорили | Населено място | Българи   | Турци     | Цигани    | Други     | Не се самоопределят | Не отговорили |
| Общо           | 6192      | 1652      | 4302      | 735       | 13        | 18                  | 201           | 100,00         | 26,67     | 69,42     | 0,09      | 0,20      | 0,29                | 3,24          |
| -------------- | --------- | --------- | --------- | --------- | --------- | ------------------- | ------------- | -------------- | --------- | --------- | --------- | --------- | ------------------- | ------------- |
| Цар Калоян     | 3779      | 1148      | 2452      | 735       |           | 8                   | 164           | Цар Калоян     | 30,37     | 64,88     | 0,07      |           | 0,21                | 4,33          |
| Езерче         | 2008      | 118       | 1845      |           |           | 10                  | 31            | Езерче         | 5,87      | 91,88     |           |           | 0,49                | 1,54          |
| Костанденец    | 405       | 386       | 15        |           | 8         | 0                   | 6             | Костанденец    | 95,30     |           |           | 1,97      | 0,00                | 1,48          |

### Вероизповедания
Численост и дял на населението по вероизповедание според преброяването на населението през 2011 г.:
|                     | Численост | Дял (в %) |
| Общо                | 6 192     | 100,00    |
| Православие         | 1 392     | 22,48     |
| Католицизъм         | 8         | 0,12      |
| Протестантство      | 8         | 0,12      |
| Ислям               | 3 508     | 56,65     |
| Евангелие           | 1338      | 0,00      |
| Нямат               | 0.00      | 0.00      |
| Не се самоопределят | 3750      | 62,11     |
| Непоказано          | 0.00      | 0.00      |

## Стопанство
Населението на общината на 1 февруари 2011 година е 6192 души (настоящ адрес), като преобладават етническите турци. До 1989 година съотношението е било 60% на 40% в полза на българското население, но с настъпването на промените започва разрушаването на икономиката на общината. Закрива се аграрно-промишления комплекс, ППТУ „Кирил Бончев“, цеха „Зита“, цеха на „Дунарит“, цеха към ЕМЗ Разград и цеховете в Сваленик и тухларската работилница в Костанденец. Без работа остават над 2000 души, мъже и жени и са принудени да търсят препитание в други населени места. Това са основно българи, специалисти в предприятията и цеховете, които се изселват заедно със семействата си. През 2002 година, след местен референдум Сваленик и Церовец се отделят и преминават към община Иваново. Всичко това води до рязка промяна на етническото съотношение.
Икономиката на общината се определя от селското стопанство, основно под кооперативна форма, изградена на базата на бившите ТКЗС-та. В Цар Калоян функционират три кооперации, в Костанденец и Езерче по две – общо 7. Промишлеността в Цар Калоян е представена от една мандра. Две мандри и четири цеха за производство на обувки функционират в село Езерче, като безработицата в селото е практически нулева.

## Транспорт
През общината преминават частично 2 пътя от Републиканската пътна мрежа на България с обща дължина 27,9 km:
- участък от 15,5 km от Републикански път I-2 (от km 39,1 до km 54,6);
- началният участък от 12,4 km от Републикански път III-2002 (от km 0 до km 12,4).

## Топографска карта
- Лист от карта K-35-17. Мащаб: 1 : 100 000.